# Frank Lammers
Frank Lammers (Mierlo, 10 de abril de 1972) é um ator neerlandês. Em 2006, ele ganhou o Bezerro de Ouro de "Melhor Ator" por seu trabalho em Nachtrit.

## Filmografia
- 1998: fl 19,99
- 2000: Wilde mossels
- 2000: De zwarte meteoor
- 2001: De grot
- 2003: Het wonder van Máxima
- 2003: Grimm
- 2003: Polleke
- 2004: Shouf, shouf habibi! – Schau ins Leben
- 2004: Preacher – Der Haschpapst
- 2005: Flirt
- 2005: Schnitzelparadies
- 2005: Im Labyrinth des Lebens
- 2006: Het woeden der gehele wereld
- 2006: Black Book
- 2006: Nachtrit
- 2007: Nadine
- 2010: Lex
- 2010: New Kids Turbo
- 2011: Bullhead
- 2011: De president
- 2011: The Gang – Auge um Auge
- 2012: De Marathon
- 2014: In the Heart
- 2015: Der Admiral – Kampf um Europa
- 2015: J. Kessels
- 2015: The Prosecutor the Defender the Father and His Son
- 2016: Scream Week
- 2016: Wenn die Deiche brechen (série de TV)
- 2016: Deadweight
- 2016: De helleveeg
- 2017: Allein unter Schwestern
- 2019: Undercover (série de TV)
- 2021: Ferry
- 2022: Der Amsterdam-Krimi – Der Tote aus dem Eis
- 2022: The Takeover (série de TV)